# Nassenfels
Nassenfels è un comune-mercato di 2 338 abitanti, situato nel Land tedesco della Baviera.